# 313 Chaldaea
A 313 Chaldaea a Naprendszer kisbolygóövében található aszteroida. Johann Palisa fedezte fel 1891. augusztus 30-án.